# Hans Gerritsen (ambtenaar)
Mr. drs. Hans (J.H.) Gerritsen (1959) is een Nederlands ambtenaar en bestuurder.
Gerritsen studeerde Internationaal en Nederlands recht aan de Universiteit van Amsterdam. Hij was werkzaam op het Ministerie van Justitie en het Ministerie van Buitenlandse Zaken en als projectleider bij een organisatieadviesbureau. Sinds 2006 werkt hij bij de directie Koninkrijksrelaties van het Ministerie van Binnenlandse Zaken en Koninkrijksrelaties. Van 1 januari 2009 tot 31 januari 2012 was Gerritsen directeur Koninkrijksrelaties (dKR). Per 10 oktober 2010 werd hij tevens benoemd tot waarnemend Rijksvertegenwoordiger voor de openbare lichamen Bonaire, Sint Eustatius en Saba, een functie die hij bekleedde tot 1 mei 2011. Per 1 februari 2012 is hij benoemd tot programmadirecteur Identiteitsmanagement en Immigratie (IDMI) bij het Ministerie van Binnenlandse Zaken en Koninkrijksrelaties. Gerritsen was bij het Ministerie van Veiligheid en Justitie verantwoordelijk voor de vorming van een nieuwe directie strafrechtketen. Per 1 januari 2016 is hij benoemd tot directeur van de nieuwe Raad voor Rechtsbijstand.